# Coelotes tominagai
Coelotes tominagai là một loài nhện trong họ Amaurobiidae.
Loài này thuộc chi Coelotes. Coelotes tominagai được miêu tả năm 2009 bởi Nishikawa.